# Mausolée Abdolbobo
 (novembre 2023).
Le mausolée Abdolbobo (ou mausolée d'Abdol Bobo) est un monument architectural situé dans la ville de Khiva, dans la province de Khorezm, en Ouzbékistan. Le mausolée remonte aux XVIIIe et XIXe siècles et se trouve dans le quartier « Qumyasqa », rue Polvon Qoriy, maison 21, à l'extérieur de la porte est d'Itchan Kala. Le mausolée d'Abdolbobo a été inscrit au Registre national des biens culturels immobiliers par décret du Cabinet des ministres de la République d'Ouzbékistan en date du 4 octobre 2019 et a été placé sous protection étatique. Actuellement, il est considéré comme une propriété de l'État sur la base du droit de gestion opérationnelle de l'administration du patrimoine culturel de la région de Khorezm et est confié à la fondation caritative « Vaqf » en vertu d'un accord d'utilisation gratuite. 

## Histoire
Le mausolée d'Abdolbobo se trouve dans la partie est de Dishan Kala, au sud de la madrasa Abdulla Nosfurush et à l'est de la madrasa Polvonqori. Le mausolée a été construit en l'honneur d'Abdolbobo, dont le nom d'origine était Polvon Ahmad Zamchi, aux XVIIIe et XIXe siècles. Après l'invasion arabe, Abdolbobo est devenu l'un des disciples de l'islam à Khiva. Après sa mort, son lieu de sépulture a été entouré de mosquées d'hiver et d'été, d'un minaret Abdolbobo et d'un étang. Le mausolée d'Abdolbobo a été construit dans le style de Boukhara. Abdolbobo était originaire du village de Zamchi près de Boukhara et était l'un des lointains descendants du prophète Muhammad.

## Architecture
Le mausolée d'Abdolbobo est entouré d'un complexe comprenant un minaret, une mosquée et un bassin. Le complexe a été construit à l'endroit où se rencontraient les routes de la porte Polvon et de Qo'shdarvoza. Le complexe d'Abdolbobo n'est pas très grand et s'étend jusqu'au cimetière situé à l'extérieur de la ville. Il y avait un marché aux esclaves à proximité.
Le complexe comprend également une grande mosquée de quartier avec un minaret et un bassin, construite au XIXe siècle. Le minaret est élancé, son apparence est élégante, la base en brique verte s'élève en se rétrécissant vers le sommet. La corniche décorée sur le dessus est séparée. La hauteur du minaret dans le complexe est de 10 mètres et le diamètre de la base est de 3,2 mètres.
Le mausolée est une salle de forme carrée (dimensions externes 5,7 × 5,4 m, dimensions internes 3,4 × 3,4 m) avec un dôme. Les arcs sous le dôme sont décorés de deux rangées de muqarnas. Le portail est relié au mausolée. Deux rangées de corniches en bois sont sculptées sur le dessus. La mosquée (17,2 × 8 m) est à quatre colonnes, avec deux ayvans latéraux et opposés, à double dôme. Le sommet du minaret (diamètre de base 3,45 m, hauteur 10 m) est en mezzanine et le corps est décoré de ceintures émaillées vertes. Le bord du bassin (14,6 × 13 m) est carrelé.